# 7145 Linzexu
7145 Linzexu è un asteroide della fascia principale. Scoperto nel 1996, presenta un'orbita caratterizzata da un semiasse maggiore pari a 2,5617777 UA e da un'eccentricità di 0,1780633, inclinata di 9,02013° rispetto all'eclittica.